# Börje Salming
Temple de la renommée : 1996
Temple de la renommée de l'IIHF : 1998
Temple de la renommée suédois : 2012
Anders Börje Salming (né le 17 avril 1951 à Kiruna en Suède et mort le 24 novembre 2022 à Nacka) est un joueur suédois de hockey sur glace professionnel qui évoluait dans la Ligue nationale de hockey.

## Biographie
Börje Salming joue défenseur pour les Maple Leafs de Toronto et les Red Wings de Détroit de  la Ligue nationale.
Il joue, avant son arrivée au Canada, pour les Brynäs IF dans le championnat suédois. Il termine sa carrière, de joueur professionnel, dans ce championnat avec l'AIK IF.
Il totalise 787 points (150 buts et 637 passes) en 1 148 matchs de la LNH.
Il est intronisé au temple de la renommée du hockey en 1996 ainsi qu'au temple de la renommée de la Fédération internationale de hockey sur glace en 1999.
Il avoue dans la presse avoir consommé de la cocaïne en 1987.
Atteint de sclérose latérale amyotrophique (SLA), Salming meurt le 24 novembre 2022 à l'âge de 71 ans.

## Statistiques
| Saison     | Équipe                 | Ligue      |      | Saison régulière | Saison régulière | Saison régulière | Saison régulière | Saison régulière |    | Séries éliminatoires | Séries éliminatoires | Séries éliminatoires | Séries éliminatoires | Séries éliminatoires |
| Saison     | Équipe                 | Ligue      | PJ   | B                | A                | Pts              | Pun              | PJ               | B  | A                    | Pts                  | Pun                  |                      |                      |
| 1973-1974  | Maple Leafs de Toronto | LNH        | 76   | 5                | 34               | 39               | 48               | 4                | 0  | 1                    | 1                    | 4                    |                      |                      |
| 1974-1975  | Maple Leafs de Toronto | LNH        | 60   | 12               | 25               | 37               | 34               | 7                | 0  | 4                    | 4                    | 6                    |                      |                      |
| 1975-1976  | Maple Leafs de Toronto | LNH        | 78   | 16               | 41               | 57               | 70               | 10               | 3  | 4                    | 7                    | 9                    |                      |                      |
| 1976-1977  | Maple Leafs de Toronto | LNH        | 76   | 12               | 66               | 78               | 46               | 9                | 3  | 6                    | 9                    | 6                    |                      |                      |
| 1977-1978  | Maple Leafs de Toronto | LNH        | 80   | 16               | 60               | 76               | 70               | 6                | 2  | 2                    | 4                    | 6                    |                      |                      |
| 1978-1979  | Maple Leafs de Toronto | LNH        | 78   | 17               | 56               | 73               | 76               | 6                | 0  | 1                    | 1                    | 8                    |                      |                      |
| 1979-1980  | Maple Leafs de Toronto | LNH        | 74   | 19               | 52               | 71               | 94               | 3                | 1  | 1                    | 2                    | 2                    |                      |                      |
| 1980-1981  | Maple Leafs de Toronto | LNH        | 72   | 5                | 61               | 66               | 154              | 3                | 0  | 2                    | 2                    | 4                    |                      |                      |
| 1981-1982  | Maple Leafs de Toronto | LNH        | 69   | 12               | 44               | 56               | 170              | --               | -- | --                   | --                   | --                   |                      |                      |
| 1982-1983  | Maple Leafs de Toronto | LNH        | 69   | 7                | 38               | 45               | 104              | 4                | 1  | 4                    | 5                    | 10                   |                      |                      |
| 1983-1984  | Maple Leafs de Toronto | LNH        | 68   | 5                | 38               | 43               | 92               | --               | -- | --                   | --                   | --                   |                      |                      |
| 1984-1985  | Maple Leafs de Toronto | LNH        | 73   | 6                | 33               | 39               | 76               | --               | -- | --                   | --                   | --                   |                      |                      |
| 1985-1986  | Maple Leafs de Toronto | LNH        | 41   | 7                | 15               | 22               | 48               | 10               | 1  | 6                    | 7                    | 14                   |                      |                      |
| 1986-1987  | Maple Leafs de Toronto | LNH        | 56   | 4                | 16               | 20               | 42               | 13               | 0  | 3                    | 3                    | 14                   |                      |                      |
| 1987-1988  | Maple Leafs de Toronto | LNH        | 66   | 2                | 24               | 26               | 82               | 6                | 1  | 3                    | 4                    | 8                    |                      |                      |
| 1988-1989  | Maple Leafs de Toronto | LNH        | 63   | 3                | 17               | 20               | 86               | --               | -- | --                   | --                   | --                   |                      |                      |
| 1989-1990  | Red Wings de Détroit   | LNH        | 49   | 2                | 17               | 19               | 52               | --               | -- | --                   | --                   | --                   |                      |                      |
| 1990-1991  | AIK Solna              | Elitserien | 36   | 4                | 8                | 12               | 46               |                  |    |                      |                      |                      |                      |                      |
| 1991-1992  | AIK Solna              | Elitserien | 38   | 6                | 14               | 20               | 100              |                  |    |                      |                      |                      |                      |                      |
| 1992-1993  | AIK Solna              | Elitserien | 6    | 1                | 0                | 1                | 10               |                  |    |                      |                      |                      |                      |                      |
| Totaux LNH | Totaux LNH             | Totaux LNH | 1148 | 150              | 637              | 787              | 1344             | 81               | 12 | 37                   | 49                   | 91                   |                      |                      |